# فرانچسکا والتورتا
فرانچسکا والتورتا (ایتالیایی: Francesca Valtorta؛ زادهٔ ۲۴ فوریهٔ ۱۹۸۶) بازیگر اهل ایتالیا است. وی فارغ‌التحصیل رشتهٔ بازیگری در سال ۲۰۱۰ است.
از فیلم‌ها یا مجموعه‌های تلویزیونی که وی در آن‌ها نقش داشته است، می‌توان به واحد ضد مافیا اشاره نمود.